# Anicuns (ort)
Anicuns är en ort i Brasilien.   Den ligger i kommunen Anicuns och delstaten Goiás, i den centrala delen av landet, 230 km väster om huvudstaden Brasília. Anicuns ligger 708 meter över havet och antalet invånare är 15 684.
Terrängen runt Anicuns är lite kuperad.
Omgivningarna runt Anicuns är en mosaik av jordbruksmark och naturlig växtlighet. Runt Anicuns är det ganska glesbefolkat, med 22 invånare per kvadratkilometer.